# Ракитница (Ковельский район)
Ракитница (укр. Рокитниця) — село в Колодяжненской сельской общине Ковельского района Волынской области Украины.
Код КОАТУУ — 0722184004. Население по переписи 2001 года составляет 362 человека. Почтовый индекс — 45064. Телефонный код — 3352.